# 日本龍蝦
日本龙虾（学名：Panulirus japonicus，俗名：龙虾、红龙虾），日文作イセエビ（伊勢海老、伊勢蝦、鰝)龍蝦属的一个物种。
日本龍蝦的体长可达30厘米，不过大多数仅达到25厘米。日本龍蝦生活在太平洋西部水域中，東中國海及日本、台灣、朝鮮半島、中國沿海皆有分布。在日本，日本龍蝦被商业捕捞，在商场裡可以买到新鲜的或者冷冻的日本龍蝦。